# Tiznit
Tiznit (em árabe: تزنيت; em tifinague: ⵜⵉⵣⵏⵉⵜ) é uma cidade do sudoeste de Marrocos, situada 80 km a sul de Agadir e a 15 km da costa atlântica. É a capital da província homónima, a qual faz parte da região de Souss-Massa-Drâa. A sua população m 2004 era 53 441 habitantes, e estimava-se que em 2010 fosse 62 551 habitantes, a maior parte deles berberes.
A cidade situa-se na região mais a sul e mais árida da planície de Suz, cuja paisagem  já anuncia o deserto do Saara e onde se cruzam diversas rotas importantes, que ligam as regiões costeiras do sul ao norte do país e as montanhas do Antiatlas de Tafraoute ao mar. Muitas das casas fora do centro são em taipa de barro e encontram-se dispersas no meio de palmeirais. O soco (mercado) semanal realiza-se à às quintas-feiras.

## Descrição e atrações turísticas
Um dos principais centros da cidade é a Praça El Méchuar (Alamachouar), onde se situa o Qasr el Khalifi (Palácio do Califa), construído por Hassan I e local de residência do representante do sultão na cidade. Em frente a esse palácio situa-se o edifício onde esteve instalado o representante do exército francês durante o período do protetorado francês (1912-1956). Em volta da praça há arcadas com lojas.
A almedina (centro histórico) está dividida em quatro bairros de arquitetura tradicional do sul de Marrocos, cujos nomes correspondem aos clãs que os ocuparam originalmente: Id Ougfa, Aït mohammed, Id Zkri e Id Dalha. Esses bairros rodeiam a praça onde se encontra a chamada Aïn El Kdim ou Fonte Azul (em francês: Source Bleue) (ver secção `História´), a qual permitia a irrigação dos numerosos jardins e hortas pelas quais Tiznit era famosa, mas perdeu grande parte da sua água devido à canalização da nascente de Reggada, nos territórios da tribo vizinha dos Ouled Jerrar.
A ourivesaria berbere goza de grande reputação. São especialmente conhecidos as fivelas colares e braceletes. A antiga tradição do fabrico de punhais e sabres e das respetivas decorações com filigrana de prata tem-se vindo a perder. As lojas de ourivesaria e bijuteria concentram-se no "souk des bijoutiers", junto à Praça Alamachouar.
Outras atrações turísticas de Tiznit e arredores são:
- Muralhas construídas em 1883, e as suas 36 torres e 9 portas, cinco delas históricas.[1]

- Grande mesquita, cujo minarete é, para quem viaja de norte para sul, o primeiro que encontram em "estilo saariano", fazendo lembrar os minaretes do Mali e do Níger.[9]

- Praia e praia de Aglou, uma aldeia situada costeira a 15 km cuja história está ligada à fundação da dinastia almorávida através da antiga medersa (madraçal; escola superior de teologia islâmicos) Ouggaguia[5] e onde há antigas habitações trogloditas de pescadores.[4]

- Parque Nacional de Souss-Massa, situado cerca de 40 km a norte da cidade, na foz do rio Massa.[nt 1]

## História
Segundo a lenda, a fundação e o nome de Tiznit deve-se a Lala Tiznit (ou Zninia), uma marabuta (santa islâmica) que ali viveu. Lala era uma prostituta que viajava vinda do norte que ao parar, esgotada, naquele lugar desértico, decidiu abandonar a sua vida pecaminosa e passar a viver ali. Para demonstrar o seu perdão, Alá fez aparecer uma fonte, posteriormente chamada pelos locais de Aïn  El Kdim (Fonte Azul). Segundo algumas versões da história, Lala teria depois morrido martirizada junto à fonte.
A cidade atualmente existente foi fundada em 1882 pelo sultão alauita Hassan I, que a dotou de uma muralha de seis quilómetros de perímetro, que rodeia a antiga almedina e algumas áreas não construídas. A fundação da cidade fez parte da harka (literalmente: raide incendiário) empreendido por Hassan I a partir de 1881 para subjugar a região de Souss-Massa e do Antiatlas, áreas tradicionalmente muito adversas a qualquer tipo de controlo externo. Os Chleuhs que dominam o Antiatlas a oeste de Tiznit só foram dominados após a violenta campanha de "pacificação" dos franceses levada a cabo nos anos 1930.
Tiznit foi o lugar onde, em 1910, morreu o xarife idríssida e xeque (líder religioso) Maa el-Ainin, que liderou uma revolta em larga escala contra o colonialismo franco-espanhol no Saara Ocidental e sul de Marrocos na primeira década do século XX. O filho de el Ainin, Ahmed al-Hiba, conhecido como o "sultão azul", por se vestir com as tradicionais vestes azuis dos nómadas do deserto, prosseguiu a luta do pai e autoproclamou-se sultão a 10 de abril de 1912 na grande mesquita de Tiznit, menos de duas semanas depois da assinatura do Tratado de Fez, no qual o sultão alauita Mulei Abdal Hafide cedia a soberania dos seu país à França, reconhecendo o protetorado.
O apelos inflamados à resistência de el Hiba resultaram numa vaga de apoiantes fanáticos, entre eles muitos "homens azuis" sarauis, que foi aumentando a ponto de em julho toda a região do Suz cair sob o seu domínio. Apesar de ter chegado a ter o controlo de Marraquexe por algum tempo e a ter preparado um ataque a Fez, el Hiba ver-se-ia rapidamente obrigado a recuar primeiro para Tarudante e depois para o interior do Antiatlas, onde continuaria a lutar de forma cada vez mais adversa, até à sua morte em 1919.
Nos anos 1970 a cidade assistiu a uma grande vaga de imigração de gente vinda do norte do país e das aldeias em volta.

## Cidade-gémeas
- Estados Unidos, Somerville (Massachusetts)[nt 1][carece de fontes?]
- França, Saint-Denis (Seine-Saint-Denis)[nt 1][carece de fontes?]